# 龙门乡 (大新县)
龙门乡，是中华人民共和国广西壮族自治区崇左市大新县下辖的一个乡镇级行政单位。

## 行政区划
龙门乡下辖以下地区：
龙门社区、武安村、宝山村、三联村、西宁村、上育村、苦丁村和文明村。

## 特产
大新苦丁茶：又名“万承苦丁茶”，中国地理标志产品。是广西的传统名茶之一，产于万承县苦丁乡，后万承县划入大新县龙门乡苦丁村。